# Johan Friedrich Schwabe
Johan Friedrich Schwabe (také Johan Fredrik Schwabe; 13. února 1749, Stange – 2. září 1821, Ringsaker) byl norský právník, státní úředník, Lagmann a inspektor Severního Grónska.

## Životopis
Johan Friedrich Schwabe se narodil 13. února 1749 na farmě Sakslund v norském Stange. Byl synem Hanse lužickosrbského rodáka Henricha Schwabeho (1711–1777) a Rebeky Hoffové (1730–1789). V roce 1758 se jeho rodiče rozešli, matka se s ním přestěhovala do Odense v Dánsku, kde navštěvoval katedrální školu a v letech 1766 a 1767 složil dvě zkoušky na Kodaňské univerzitě. Poté se vrátil do Norska, kde pracoval jako úředník a později jako úředník pro některé nižší norské soudy (Sorenskriver).
V roce 1776 žil opět v Kodani, kde působil jako právník. Krátce poté byl opět asistentem svého otce, a to až do jeho smrti. Poté odjel znovu do dánského hlavního města, kde však nemohl najít práci. V roce 1779 byl však pověřen Ove Høegh-Guldbergem a Heinrichem Carlem von Schimmelmannem, aby spolu s Bendtem Olrikem, ačkoli byl zcela neznalý, pozoroval lov velryb v Grónsku. Nakonec v roce 1781 oba předložili Høegh-Guldbergovi závěrečnou zprávu, v níž navrhli některá zlepšení týkající se grónského obchodu. Díky tomu byli oba v roce 1782 jmenováni prvními grónskými královskými inspektory, kteří tehdy zodpovídali za obchod s koloniálními zeměmi a de facto zastávali nejvyšší politickou funkci v závislé zemi. Zatímco Schwabe byl přidělen na sever, Olrik spravoval jižní kolonii. V létě téhož roku odcestoval do Godhavnu, dnešního Qeqertarsuaqu, odkud spravoval svou kolonii.
Jeho práce byla vysoce ceněna a byl oblíbený zejména pro svou píli, pečlivost, šetrnost, přátelskost a skutečnost, že byl příkladným prostředníkem mezi grónským obyvatelstvem a kolonialisty. V roce 1783 dokonce založil fond na pomoc grónským velrybářům. Je považována za první sociální pomoc na světě. V roce 1785 vypukla v Grónsku epidemie skvrnitého tyfu a Schwabe měl obrovský zájem na tom, aby se nemoc omezila a předešlo se jí, a proto osobně vypracoval brožuru, v níž všechny obyvatele o nemoci informoval. Tato brožura byla tak medicínsky správná a podrobná, že i lékaři žasli nad Schwabeho znalostmi. Drsné počasí v Grónsku se však podepsalo na jeho zdraví, a tak ještě téhož roku napsal žádost o návrat, která byla přijata. Vrátil se proto do Norska a nakonec v roce 1787 do Kodaně. V roce 1788 byl jmenován Lagmannem v Norsku, dokud nebyl tento úřad v roce 1797 zrušen. Poté odešel na odpočinek na farmu Rør, kde do své smrti pracoval.

## Rodina
V roce 1781 se oženil s Birgithou (Berthe) Henrichsdatter Larsenovou (1754–1827). Manželé měli sedm dětí. Dvě z dcer se provdaly za bratry z rodiny Heyerdahlů, mezi něž patří i dobrodruh Thor Heyerdahl. Mezi jejich potomky patří řada známých osobností.
- Sophie Fredrike (1777–1859), provdaná za Hieronymuse Heyerdahla (1773–1847), starosta Osla
- Rebecca (1782–1866)
- Jens Henrich (1784–?)
- Christian (1787–1841)
- Marie Margrethe (1793–1880), provdaná za Hanse Olaie Fremminga Heyerdahla (1789–1866), kněz, děd malíře Hanse Heyerdahla (1857–1913)
- Rebecca (1794–1866)
- Gunhild (1797–1878)[5]